# Болеслав III Плоцький
Болеслав III Плоцький (між 1322 та 1330 — 20 серпня 1351) — князь Плоцький у 1336—1351 роках.

## Біографія
Походив з роду Мазовецьких П'ястів. Син Вацлава I, князя Плоцького, та Єлизавети (доньки Гедиміна, великого князя Литовського). Народився між 1322 та 1330 роками. У 1336 році після смерті батька успадкував Плоцьке князівство.

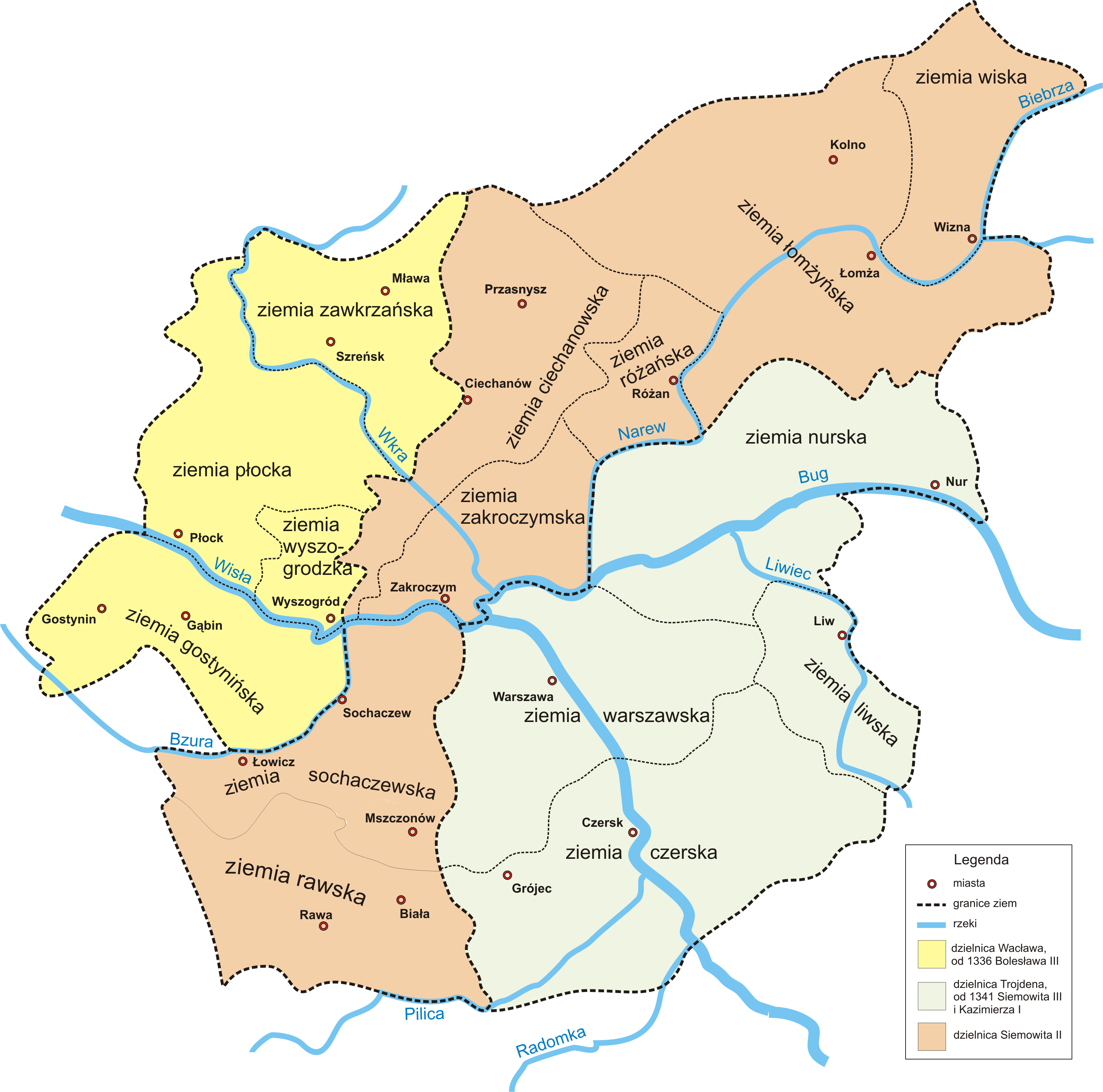
Плоцьке князівство (позначено жовтим)

З огляду на малий вік регентами стали його стрийки Земовит II і Тройден I. Їх правління тривало до 1340 року.
Ставши самостійним володарем, продовжив батькову політику маневрування між Тевтонським орденом і королівством Польським. У вересні 1341 року Болеслав III приніс васальну присягу на вірність Карлу, маркграфу Моравії, як спадкоємцеві Яна I, короля Богемії, чим підтвердив попередній омаж свого батька. У 1343 році Болеслав Плоцкий разом з іншими мазовецькими князями брав участь у підписанні Калішського миру між Польщею і Тевтонським Орденом, за яким перша отримувала Куявське і Добжинське князівства в обмін на передачу Ордену Східної Померанії (Померелії) й Хелмської землі.
У 1345 році після смерті свого бездітного стрия Земовита II приєднав до своїх володінь міста Візну, Сохачев і Закрочим. У травні 1350 року Болеслав III Плоцкий брав участь у з'їзді з польським королем Казимиром III в Сулеюві. Влітку 1351 року був учасником спільного походу Польщі й Угорщини на волинського князя Любарта-Дмитра, що завершився успіхом. Як результат, литовський князь Кейстут був змушений прийняти християнство й деякий час бути заручником, перебуваючи в Плоцьку.
20 серпня того року Кейстут втік з Плоцька. Під час гонитви Болеслава III було важко поранено й він помер у Мельнику, не залишивши після себе нащадків. Похований у Плоцькому кафедральному соборі. Плоцьке князівство було розділено між Мазовією і Польщею. Польський король Казимир III приєднав Плоцьк, Визну і Закрочим. Князь Земовит III отримав Гостинін, а князь варшавський Казимир I приєднав Сохачевське князівство.